# Taller dels Cresques

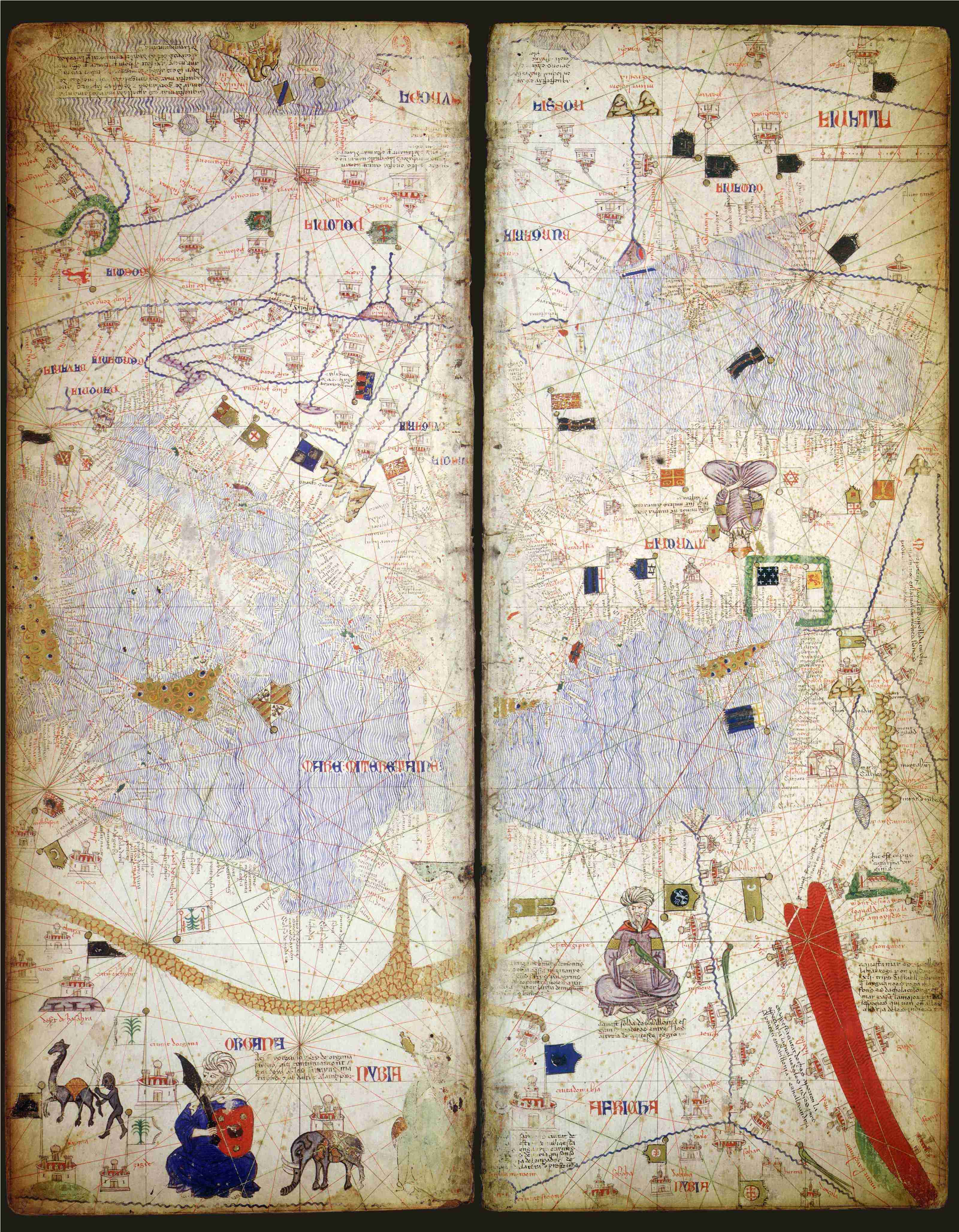
Fragment de l'Atles Català fet a l'obrador dels Cresques

El Taller dels Cresques és el nom convencional amb què s'atribueix l'obra cartogràfica portolana elaborada al taller jueu mallorquí fundat per Cresques Abraham i continuat pel seu fill Jafudà Cresques, així com per altres cartògrafs del seu obrador. La manca de signatura de les seves obres no permet atribuir-les amb certesa a cap d'ells, però algunes de les seves característiques, especialment toponímiques i decoratives, permeten identificar la unitat d'estil.
Es conserven sis mapes que s'atribueixen al taller dels Cresques:
- Carta al BNM de Venècia (ms it.IV 1912), àrea mediterrània.
- Mapamundi en taules a la Biblioteca Nacional de França (Ms. Espagnol 30, Atles català), des de l'Atlàntic fins a xina.
- Carta a la Biblioteca Nacional de França (Rés. Ge. AA751), àrea mediterrània i atlàntica.
- Carta a la BNC de Florència (Port. 22), àrea mediterrània central i occidental i atlàntica.
- Carta al BN de Nàpols (Ms. XII, D102), àrea mediterrània i atlàntica.
- Mapamundi circular fragmentari Museu de Topkapı d'Istanbul (TSM, 1828 –49361/2758-).